# Jon Schmidt
Jon Schmidt (ur. 9 lipca 1966 w Salt Lake City) – amerykański pianista i kompozytor. Swój styl opisuje jako "new age classical". Urodził się w rodzinie niemieckich imigrantów. Rodzice jako pierwsi zapoznali Jona z dziełami takich kompozytorów jak Beethoven, Mozart czy Chopin. Swoje pierwsze kompozycje pisał już w wieku 11 lat. Do tej pory wydał osiem płyt i siedem publikacji zawierających transkrypcje oryginalnych utworów.
Obecnie pracuje ze Stevenem Sharpem Nelsonem nad projektem o nazwie "The Piano Guys", który w środowisku internetowym cieszy się sporą popularnością.
Jego dzieła są często określane jako new age z melodycznymi elementami popu.
Jak sam określa za źródło inspiracji obiera sobie twórczość takich muzyków jak Mannheim Steamroller, Billy Joel, i Ludwig van Beethoven.
Schmidt ma na swoim koncie na portalu You Tube ponad 2 miliony odsłon swojej fortepianowo-wiolonczelowej aranżacji połączonych utworów "Love Story" Taylor Swift i "Viva La Vida" zespołu Coldplay noszącej nazwę "Love Story meets Viva La Vida"

## Życie prywatne
Schmidt jest członkiem Kościoła Jezusa Chrystusa Świętych w Dniach Ostatnich. Na jednej z jego płyt znalazł się zbiór hymnów bez słów.
Schmidt i jego żona Michelle mają pięcioro dzieci.

## Dyskografia
"Hits Volume 1", 2011
1. Michael Meets Mozart
2. Moonlight
3. Without You
4. The Cello Song
5. Rolling in the Deep
6. Cello Wars (Radio Edit)
7. O Fortuna
8. Bring Him Home
9. Charlie Brown Medley
10. Rock Meets Rachmaninoff
11. All of Me

"Hits Volume 1 Limited Edition", 2011
1. Michael Meets Mozart
2. Moonlight
3. Without You
4. The Cello Song
5. Rolling in the Deep
6. Cello Wars (Radio Edit)
7. O Fortuna
8. Bring Him Home
9. Charlie Brown Medley
10. Rock Meets Rachmaninoff
11. All of Me
12. More Than Words
13. Twinkle Lullaby

"Bonus Tracks", 2009, JS Productions
1. Love Story meets Viva la Vida (Taylor Swift Remix)
2. Long Long Ago (Piano/Cello)
3. Jessica's Theme (from The Man from Snowy River)
4. Road Trip
5. 8:42 at Red Rock Canyon (Verbal Intro)
6. 8:42 at Red Rock Canyon
7. All of Me (Sut's Fav.) Live
8. Dumb Song Live
9. Peanuts Medley Live (Linus & Lucy, Track Meet – Vince Guaraldi Cover)
10. Death of Dumbledore
11. Thank You (For the Heroes)
12. The Fishing Stream
13. ROCKmaninoff (Prelude in C-sharp minor – Rachmaninoff)

Hymns Without Words, 2006, JS Productions
1. For the Beauty of the Earth
2. Renaissance Hymn (Let Zion in Her Beauty Rise / Saints Behold How Great Jehovah)
3. Baptism Hymn
4. A Poor Wayfaring Man of Grief
5. Our Savior's Love
6. Onward Christian Soldiers
7. Hymn of Nature (All Creatures of Our God and King)
8. Funeral Hymn (Jesus the Very Thought / Tribute)
9. That Easter Morn
10. O Savior, Thou Who Wearest a Crown
11. Behold the Wounds in Jesus' Hands

Winter Serenade, 2004, JS Productions
1. In The Bleak Midwinter
2. Pachelbel meets U2
3. North Pole Express (Ding Dong Merrily On High)
4. Wexford Carol
5. Still, Still, Still
6. First Run
7. Winter Serenade (Sussex Carol)
8. Deep Winter (Prelude in B-flat minor)
9. Last Lullaby (Thomas' Song)
10. I Will

To The Summit, 2000, JS Productions
1. Prelude (My Little Girl)
2. Rush Hour on the Escalante
3. To the Summit
4. Night Song
5. Game Day (Highland Games)
6. Air on the "F" String
7. Our Song
8. I Do
9. Can't Help Falling in Love
10. Sacred Ground

Jon Schmidt Christmas, 1997, Shadow Mountain
1. Were you There?
2. Bring A Torch Jeanette Isabella
3. Christmas Medley
4. Stars Were Gleaming
5. I Saw Three Ships
6. Star Carol
7. It Came Upon A Midnight Clear
8. Christmas Morning
9. Süsser de Glocken
10. Christmas Hymn
11. Lo, How a Rose Ere Blooming
12. Behold and See
13. Gaelic Blessing
14. Silent Night

Day in the Sunset, 1994, Aubergine Records
1. By Moonlight
2. Soaring
3. Morning Light
4. Care Free
5. Going Home
6. Solace
7. Christopher's Song
8. Longing
9. Second Variation
10. Big Sky Sunset

Walk in the Woods, 1993, Aubergine Records
1. Good Times (Class Of '84)
2. Waterfall
3. Passages
4. Winter Wind
5. Walk In The Woods
6. Hymn of Spring
7. Bells of Freedom
8. Good Day
9. Tribute (Rose-Anne's Song)
10. Cherished Moments

August End, 1991, Aubergine Records
1. Heart of a Child
2. Homecoming
3. Nativity
4. First Love
5. Ridin' West
6. August End
7. Piece Of The Storm
8. All Of Me
9. Song Of The Ocean
10. Bedtime Story

## Single
- Dumb song (live) – koncert na żywo w 2000 roku
- Three songs in 2003 Piano Portraits we współpracy z Paul Cardall, David Tolk and Michael R. Hicks:
  - 1. My Little Girl
  - 7. The Fishing Stream
  - 11. Morning Light
- Two songs in 2006 Sacred Cello we współpracy ze Stevenem Sharpem Nelsonem:
  - 3. Clair De Lune – composed we współpracy z Claude Debussy
  - 8. Rhapsody on the theme of Paganini – skomponowane przez Sergei Rachmaninoff, aranżacja Jon Schmidt i Steven Sharp Nelson
- One song in 2008 Tender Mercies we współpracy ze Stevenem Sharpem Nelsonem:
  - 8. New World